# Eptesicus japonensis
Eptesicus japonensis es una especie de murciélago de la familia Vespertilionidae.

## Distribución geográfica
Es endémica de Japón (Honshu).